# حزب کشور قانونمند

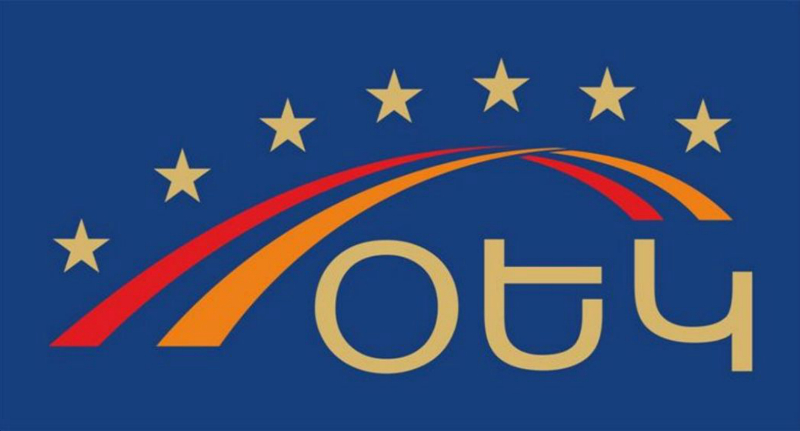
حزب کشور قانونمند (ارمنی: Օրինաց երկիր) یکی از احزاب کشور ارمنستان است که در سال ۱۹۹۸ تشکیل شده‌است. رهبری آن را آرتور باغداساریان، دبیر سابق شورای امنیت ملی ارمنستان برعهده دارد. حزب کشور قانونمند حزبی نئولیبرال و میانه‌رو با رویکردی غربگرایانه است.